# Themeda idjensis
Themeda idjensis là một loài thực vật có hoa trong họ Hòa thảo. Loài này được Jansen miêu tả khoa học đầu tiên năm 1952.